# Villa Caracciolo di Forino
La villa Caracciolo di Forino è una villa settecentesca di San Giorgio a Cremano, appartenente al novero delle ville vesuviane del Miglio d'oro.

## Descrizione
L'edificio è situato in via Enrico Pessina, già via Berio, una delle arterie più antiche della città, dove si susseguono senza soluzione di continuità le dimore estive delle principali famiglie nobili dell'epoca. In particolare, la dimora apparteneva alla famiglia Caracciolo di Napoli, che ha dato tra gli altri i natali al famoso ammiraglio Francesco.
L'edificio presenta il prospetto tipico dei “casini di delizie”, come testimonia la presenza di un atrio a volta posto all'ingresso.
Sviluppandosi in direzione perpendicolare rispetto a quella della linea di costa, la villa non gode di una posizione favorevole rispetto alla vista dei dintorni.  Per ovviare a tale mancanza, i Caracciolo fecero costruire all'interno del cortile una serie di terrazzi panoramici.
La villa fu ristrutturata per l'ultima volta nell'Ottocento, prima che l'ultimo discendente della famiglia Caracciolo la donasse come sede all'Istituto Gerontologico. Oggi appartiene all'ordine monastico delle suore "Povere Figlie della Visitazione".